# 民間都市再生事業計画認定制度
民間都市再生事業計画認定制度（みんかんとしさいせいじぎょうけいかくにんていせいど）とは、都市再生特別措置法による都市再生緊急整備地域内で、民間都市開発事業について都市再生事業計画を作成し、国土交通大臣の認可をうけ、民間都市開発推進機構からの無償貸し付けや都市再生促進税制により支援が受けられる制度である。

## 概要
民間都心開発推進機構からの支援を受け事業展開する。内閣官房に地域活性化統合本部（都市再生本部）があり、都市再生戦略チーム（座長伊藤滋）がある。地域地区には2002年（平成14年）に制定された都市再生特別措置法（平成14年法律第22号）第36条第1項の規定による都市再生特別地区がある。

## 認定事業
2023年（令和5年）7月6日時点で、157事業が認定されている。同一都道府県内は認定の早い順に並べ、事業名は国土交通省の記述に準拠したが、「（仮称）」の表記は省略している。
北海道
- 北2条西4丁目地区都市再生事業（札幌三井JPビルディング）

宮城県
- ヨドバシ仙台第1ビル計画 整備事業

埼玉県
- サッポロビール埼玉工場跡地（リボンシティ）開発事業

東京都
- 青山一丁目スクエア（パークアクシス青山一丁目タワー）
- 臨海副都心有明南LM2・3区画開発事業（TOC有明）
- UDXビル計画（秋葉原3-1街区）
- 晴海二丁目地区都市再生事業
- 東京ミッドタウン
- 東京都市計画勝どき六丁目地区第一種市街地再開発事業（THE TOKYO TOWERS）
- 東京駅八重洲口開発事業（グラントウキョウ）
- 大崎西口開発計画（ThinkPark・NBF大崎ビル・大崎ウエストシティタワーズ・大崎ウィズシティ）
- 大手町一丁目地区第一種市街地再開発事業（日経ビル・JAビル・経団連会館）
- フジテレビ臨海副都心スタジオ計画（フジテレビ湾岸スタジオ）
- 赤坂五丁目TBS開発計画（赤坂サカス）
- 豊洲二丁目4-1街区・6街区（ららぽーと豊洲）
- 三菱商事ビル・古河ビル・丸の内八重洲ビル建替計画（丸の内2-1地区）（丸の内パークビルディング）
- 有明南プロジェクト（有明セントラルタワー）
- 虎ノ門・六本木地区第一種市街地再開発事業（アークヒルズ仙石山森タワー）
- 東五反田地区（B地区）開発（大崎フォレストビルディング）
- 銀座四丁目12地区建設事業（歌舞伎座タワー）
- 東京スクエアガーデン
- 日本橋室町東地区開発
- 御茶ノ水ソラシティ
- 晴海二丁目第2-4街区計画（晴海フロント）
- 丸の内1-4計画（丸の内永楽ビルディング）
- 環状第二号線新橋・虎ノ門地区第二種市街地再開発事業III街区建築物等整備事業（虎ノ門ヒルズ）
- 新宿イーストサイドスクエア計画
- 豊洲3-2街区ビル計画（豊洲フォレシア）
- 21・25森ビル建替計画（アークヒルズ サウスタワー）
- 赤坂一丁目地区第一種市街地再開発事業（赤坂インターシティAIR）
- 大手町1-1計画A棟（大手町ホトリア 大手門タワー・JXビル）
- 大手町1-6計画（大手町タワー）
- 新鉄鋼ビル建替計画（鉄鋼ビルディング）
- 日本橋室町東地区開発第2期（室町古河三井ビルディング・室町ちばぎん三井ビルディング）
- 京橋トラストタワー新築事業
- 大手町一丁目第3地区第一種市街地再開発事業（大手町フィナンシャルシティグランキューブ）
- 大手町1-1計画B棟（大手町ホトリア 大手町パークビルディング）
- 渋谷駅街区開発事業（渋谷スクランブルスクエア）
- 新日比谷プロジェクト（東京ミッドタウン日比谷）
- 渋谷宮下町計画（渋谷キャスト）
- 渋谷駅南街区プロジェクト（渋谷ストリーム）
- 西武鉄道池袋ビル建替え計画（ダイヤゲート池袋）
- TGMM芝浦プロジェクトA棟・ホテル棟（msb Tamachi 田町ステーションタワーS・プルマン東京田町）
- 芝公園1丁目ビル計画（住友不動産御成門タワー）
- TGMM芝浦プロジェクトB棟（msb Tamachi 田町ステーションタワーN）
- 丸の内3-2計画（丸の内二重橋ビルディング）
- 浜松町二丁目4地区 B街区（日本生命浜松町クレアタワー）
- 虎ノ門2-10計画（The Okura Tokyo）
- 竹芝地区開発計画
- 南平台プロジェクト（渋谷ソラスタ）
- OH-1計画（Otemachi One）
- 虎ノ門トラストシティワールドゲート（虎ノ門トラストタワー）
- 臨海副都心有明北地区地区計画（有明ガーデン・シティタワーズ東京ベイ）
- 豊島プロジェクト（Hareza池袋）
- 豊洲二丁目駅前地区第一種市街地再開発事業2-1街区AC棟B棟（豊洲ベイサイドクロスタワー・SMBC豊洲ビル）
- 愛宕山周辺地区（I地区）開発事業（虎ノ門ヒルズ レジデンシャルタワー）
- 常盤橋街区再開発プロジェクト→TOKYO TORCH（東京駅前常盤橋プロジェクト/Torch Tower・常盤橋タワー）
- 丸の内1-3計画（みずほ丸の内タワー・銀行会館・丸の内テラス）
- 虎ノ門一丁目地区第一種市街地再開発事業（虎ノ門ヒルズ ビジネスタワー）
- 西新宿二丁目（8号地）特定街区（新宿住友ビルディングアトリウム）
- 浜松町二丁目4地区A街区（A棟、TM棟）（世界貿易センタービル建て替え）
- SOMPO美術館計画
- 羽田空港跡地第2ゾーン計画（羽田エアポートガーデン）
- 羽田空港跡地第1ゾーン整備事業第一期事業（HANEDA INNOVATION CITY）
- 豊洲六丁目4-2,3街区プロジェクト（ミチノテラス豊洲〈メブクス豊洲・ラビスタ東京ベイ〉）
- 虎ノ門一・二丁目地区第一種市街地再開発事業（虎ノ門ヒルズ ステーションタワー）
- 歌舞伎町一丁目地区開発計画（新宿TOKYU MILANO再開発計画/東急歌舞伎町タワー）
- 虎ノ門・麻布台地区第一種市街地再開発事業
- 北品川5丁目計画（住友不動産大崎ツインビル東館）
- 品川開発プロジェクト第1期
- 東京駅前八重洲一丁目東B地区第一種市街地再開発事業
- 赤坂二丁目プロジェクト（東京ワールドゲート赤坂〈赤坂トラストタワー〉）
- 内神田一丁目計画
- 芝浦一丁目計画（BLUE FRONT SHIBAURA）
- 豊洲4－2街区開発計画
- 内幸町一丁目街区南地区第一種市街地再開発事業
- 有明南Ｈ街区プロジェクト（東京ドリームパーク）

神奈川県
- 川崎駅西口堀川町地区開発事業（ラゾーナ川崎プラザ）
- みなとみらい50街区W地区開発プロジェクト（ブリリアグランデみなとみらい・パシフィックロイヤルコートみなとみらい）
- TOCみなとみらいプロジェクト（28街区）
- 日本金属工業相模原事業所跡地開発事業（アリオ橋本・ミッドオアシスタワー）
- ラゾーナ川崎C地区開発計画（ラゾーナ川崎東芝ビル）
- 湘南辻堂A-1街区（テラスモール湘南）
- 川崎生命科学・環境研究センター整備事業（キングスカイフロント）
- MM21-46街区プロジェクト（横浜野村ビル）
- オーケーみなとみらい本社ビル事業計画（59街区）
- MM59街区B区画開発計画（プライムコーストみなとみらい〈ブルーハーバータワーみなとみらい〉）
- 横浜駅西口駅ビル計画（JR横浜タワー・JR横浜鶴屋町ビル）
- MM21-32街区オフィス計画（オーシャンゲートみなとみらい）
- 殿町プロジェクトII（キングスカイフロント）
- 横浜市中区北仲通5丁目計画（横浜北仲ノット、ザ・タワー横浜北仲）
- 殿町プロジェクトホテル棟/I棟新築工事
- MM21-54街区プロジェクト（横浜グランゲート）
- 川崎駅西口開発計画
- 横濱ゲートタワープロジェクト（みなとみらい58街区）
- 殿町プロジェクトIII新築工事（キングスカイフロント）
- Kアリーナプロジェクト（ミュージックテラス、みなとみらい60・61街区の一部）
- みなとみらい21中央地区53街区開発計画（横浜シンフォステージ）
- みなとみらい21中央地区37街区開発計画（横浜コネクトスクエア）
- 殿町プロジェクトIV新築工事（キングスカイフロント）
- みなとみらい21中央地区52街区開発事業計画
- 横浜市旧市庁舎街区活用事業（BASEGATE横浜関内）
- みなとみらい21中央地区62街区 ハーバー エッジ プロジェクト (HARBOR EDGE PROJECT)
- 北仲通北地区A1・2地区
- 横浜市中区海岸通計画 (A地区)（横浜郵船ビル含む）
- MM60・61プロジェクト（Linkage Terrace Project、みなとみらい60・61街区の一部）

愛知県
- 名駅四丁目7番地区共同ビル建設事業（ミッドランドスクエア）
- 千種二丁目地区共同開発事業（イオンタウン千種）
- 名駅三丁目27番地区建設事業（大名古屋ビルヂング）
- 名駅一丁目1番計画南地区（JRゲートタワー）
- 中京テレビ放送新社屋
- グローバルゲートプロジェクト
- みなとアクルス開発事業計画第1期
- 商業施設「Maker's Pier」事業計画
- 東桜一丁目1番地区建設事業（アーバンネット名古屋ネクスタビル）
- ノリタケの森プロジェクト新築工事→イオンモール Nagoya Noritake Garden 新築工事
- 中日ビル建て替え計画
- 錦三丁目25番街区計画（ザ・ランドマーク名古屋栄）

京都府
- 京都駅南開発計画（イオンモールKYOTO）

大阪府
- 三洋電機・大日地区開発計画（イオンモール大日）
- 堺第2区臨海部開発事業（堺浜シーサイドステージ）
- なんばパークス2期事業
- 千里中央地区再整備事業（ザ・千里タワー）
- 大阪駅改良・新北ビル開発・アクティ大阪増築事業（大阪ステーションシティ）
- 大阪駅北地区先行開発区域 A地区・B地区開発事業（グランフロント大阪）
- 梅田阪急ビル建替事業
- 難波再開発地区C街区プロジェクト（南海なんば第1ビル）
- 阿倍野筋一丁目地区都市再生事業（あべのハルカス）
- 中之島3丁目共同開発第3期計画（ダイビル本館）
- よみうり文化センター（千里中央）再整備事業（SENRITOよみうり）
- 大阪・中之島プロジェクト西地区（中之島フェスティバルタワー ウエスト）
- 伏見町三丁目計画（三菱UFJ銀行大阪ビル）
- 梅田1丁目1番地計画（大阪梅田ツインタワーズ・サウス）
- 新南海会館ビル建設工事
- 読売テレビ新社屋建設計画
- ヨドバシ梅田タワー計画整備事業
- うめきた2期開発事業
- 大阪駅西北ビル開発事業
- 中之島4丁目未来医療国際拠点整備事業
- 淀屋橋駅東地区都市再生事業

兵庫県
- 三宮駅前第1地区都市再生事業（ミント神戸）
- 神戸阪急ビル東館建替及び西館リニューアル計画
- 新港突堤西地区（第1突堤基部）再開発事業
- 新港突堤西地区（第２突堤）再開発事業（神戸アリーナ）

岡山県
- イオンモール岡山

広島県
- イズミ本社建設事業計画
- 広島テレビ放送本社社屋・エネコム広島ビル共同事業計画
- 広島銀行新本店建替えプロジェクト
- 広島駅ビル建替え計画

香川県
- 高松丸亀町商店街民間都市再生事業

福岡県
- 新天神地下街建設事業
- 天神ビジネスセンタープロジェクト
- 旧大名小学校跡地活用事業
- 天神一丁目11番街区建替プロジェクト
- 天神ビジネスセンター2期プロジェクト

長崎県
- 長崎スタジアムシティプロジェクト
- 新長崎駅ビル開発プロジェクト